# Hypothesis
Hypothesis is een studioalbum dat op naam verscheen van Vangelis. 
Vangelis had enige tijd over en begon met collegamusici muziek op te spelen, met uiteindelijk het doel een album samen te stellen. Het bleef echter bij de jamsessies en het album is eigenlijk nooit voltooid. Toen Vangelis als soloartiest bekender raakte in de popmuziek verscheen een album samengesteld uit drie opnamen ineens op de markt; platenlabel Charly had daartoe echter geen toestemming. Vangelis spande een rechtszaak aan, won die en het album verdween weer van de markt. De producer Giorgio Gomelsky beweerde destijds ook al dat hij weliswaar bij de credits genoemd was, maar zeker dit album niet geproduceerd had.
Dit alles kon niet verhinderen dat in het compact disc-tijdperk dit album samen met The Dragon weer op de markt verscheen. De geluidsopnamen wisselen qua kwaliteit van geluid en muziek. Brian Odger en Tony Oxley werkten samen met John McLaughlin. Het album verscheen ook wel onder de titel Visions of the Future.

## Musici
- Vangelis – toetsinstrumenten, percussie
- Michel Ripoche – viool
- Brian Odger – basgitaar
- Tony Oxley – slagwerk

## Tracklist
| Nr. | Titel             | Duur  |
| --- | ----------------- | ----- |
| 1.  | Hypothesis deel 1 | 15:30 |

| Nr. | Titel             | Duur  |
| --- | ----------------- | ----- |
| 1.  | Hypothesis deel 2 | 15:21 |

¹Het album is in dit jaar ingedeeld, vanwege het feit dat de muziek veel beter in 1971 Vangelis-catalogus past, dan in die van 1978.